# Маковня
Ма́ковня (бел. Макаўня) — деревня в составе Мостокского сельсовета Могилёвского района Могилёвской области Республики Беларусь.

## Географическое положение
Ближайшие населённые пункты: Матеевщина, Мишковцы.

## Население
- 1999 год — 70 человек
- 2010 год — 40 человек